# Bólya Lajos
Bólya Lajos, Feisthammel, Feiszthammel (Kolozsnéma, 1905. január 9. – Budapest, 1978. május 19.) jogász, költő, egyetemi tanár.

## Élete
Felsőfokú tanulmányait 1925–1929 között a prágai és a pozsonyi tudományegyetemen végezte. 1935-ben állam- és jogtudományi doktorátust szerzett a Comenius Egyetemen. Tagja volt a Sarlónak.
1935–1938 között Nyitrán volt járásbíró (vizsgálóbíró). 1936-ban a Magyar Szellemi Társaság képviseletében Barta Lajossal kezdeményezője az ún. Tavaszi Parlamentnek Érsekújvárott. A csehszlovákiai magyar kulturális  szervezetek kongresszusának ezen ülése azonban gyakorlati eredmény nélküli határozattal zárul.
A második világháború után a Szociáldemokrata Párt tagja lett. 1946–1947-ben a Magyar Áttelepítési Kormánybiztosság helyettes kormánybiztosa és 1947–1949 között a Magyar–Csehszlovák Vegyesbizottság elnöke. 1947. április 9-én Budapesten elnökletével megalakult a lakosságcsere által sújtott magyarokat összefogni és gazdaságilag segíteni kívánó „Otthon” Beszerző és Értékesítő Szövetkezet.
1953–1956 között a Szegedi Tudományegyetem megbízott egyetemi tanára, 1956-1957-ben a JATE ÁJTK-n a Büntető- és Polgári Eljárásjogi Tanszék tanszékvezető egyetemi docense, 1957-1966 között nyugalomba vonulásáig tanszékvezető egyetemi tanára. 1957-ben a Szegedi Tudományegyetemen az ÁJTK dékánja és megbízott rektora, majd 1957-1958-ban rektorhelyettese.
Főként a büntetőeljárás rendszertani kérdéseivel, a bűnözés elleni küzdelem módszertanával foglalkozott. Expresszionista verseket írt.
Fia Bólya Péter (1944–1993) író, orvos.

## Művei

### Szépirodalmi művei
- Fel-égetett hidak. Versek. (Komárom, 1930)
- Erő. Versek. (Komárom, 1931)
- Örömriadó. Versek. (Komárom, 1935)
- Az elűzött nemzedék. (Új Szellem, 1937)

### Jogtudományi munkái
- Büntető eljárási jog. 1–2. Egy. jegyz. Kocsis Mihállyal, Móra Mihállyal (Bp., 1952–1953)
- A törvényesség kérdései a büntetőeljárásban (Acta Juridica et Politica Szegediensis, 1955)
- A tárgyalás bírósági előkészítésének formáiról, alanyairól és egyéb eljárási szabályairól a büntetőeljárásban (Acta Juridica et Politica Szegediensis, 1958)
- A tudományos népművelés szervezete a Szegedi Tudományegyetemen (Felsőoktatási Szemle, 1959)
- A bűntett okainak és körülményeinek felderítése a büntető eljárásban és a bizonyítás módszertana – Az igazságügyi pszichológia kialakításának bizonyítástani alapjai a büntetőeljárásban (Jogtudományi Közlöny, 1963)
- A biztosító és kényszerítő intézkedések rendszere a büntetőeljárásban (Acta Juridica et Politica Szegediensis, 1964)
- Nevelési eszmény a jogászképzésben (Felsőoktatási Szemle, 1964)
- A törvényesség kérdései a büntetőeljárásban (Szeged, 1970)

### Műfordítása
- Sifman, M. L.: Az ügyész a bűnperben. I–II. (Tanulmányok a szovjet jog köréből. Bp., 1948)